# براون آيد غيرلز
براون ايد جيرلز هي فرقة من كوريا الجنوبية تتكون من 4 فتايات (son gain - jey-narsha-miryo) 제아 가인 나르샤 미료 باللغة الكورية ظهرت الفتيات في 2006 ; و أصدرن أول البوم في 2008
son gain :متزوجة مع جو كون من فرقة 2اي ام ...و قد تزوجا في حصة تلفزيونية

## روابط خارجية
- براون آيد غيرلز على موقع IMDb (الإنجليزية)
- براون آيد غيرلز على موقع ميوزك برينز (الإنجليزية)
- براون آيد غيرلز على موقع ديسكوغز (الإنجليزية)